# Randall Robinson
Pour les articles homonymes, voir Robinson.
Randall Robinson (né le 6 juillet 1941 et mort le 24 mars 2023) est un avocat, auteur et activiste américain,,.
Fondateur de l'organisation TransAfrica (en), il est surtout connu pour son opposition marquée à l'apartheid et pour son plaidoyer en faveur des immigrants haïtiens et du président haïtien Jean-Bertrand Aristide.